# Teatro Santo Agostinho
Teatro Santo Agostinho é um teatro localizado na cidade de São Paulo, no bairro da Liberdade, distrito homônimo.

## Crítica
Em 28 de setembro de 2014, foi publicado na Folha de S.Paulo o resultado da avaliação feita pela equipe do jornal ao visitar os sessenta maiores teatros da cidade de São Paulo. O local foi premiado com três estrelas, uma nota "regular", com o consenso: "Próximo ao metrô Vergueiro, o local se destaca pelo ar de teatro de bairro. Ao entrar na sala de espetáculo, a impressão desaparece graças à amplitude do local. Ainda faltam elevadores que deem acesso à bonbonnière, inalcançável a deficientes. A programação é composta por comédias populares e clássicos infantis. Dica: quem imprime um cupom do site tem desconto no ingresso. A assessoria do teatro informou que está em construção uma nova lanchonete, para atender a pessoas com mobilidade reduzida."